# 徐士瑚
徐士瑚（1907年—2002年），字仙州，号云生，男，山西五台人，中国文学研究家、教育家，曾任国立山西大学校长，第六届全国政协委员。

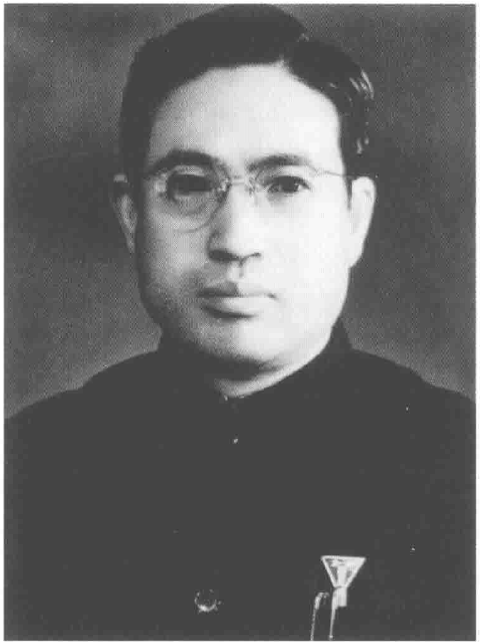
国立山西大学校长徐士瑚的摄影

## 生平
1907年1月20日生于山西省五台县大建安村。
1920年，进入山西外国文言学校学习。
1923年，转入进山中学。
1925年8月，考入清华学堂大学部。
1931年6月，从清华大学毕业。赴欧洲留学。
1933年，获爱丁堡大学文学硕士学位。
1934年，前往剑桥大学参加与莎士比亚有关的学术活动。
1935年，前往德国学习德语。
1936年，回到中国。任山西大学英文系主任。
1937年，因日军侵犯山西，太原各校停课。前往西北联合大学任教。
1939年，经由阎锡山邀请，出任山西大学教务长。此后，由于挂名山西大学校长的阎锡山和王怀明无法到校视事，由徐士瑚实际主持校务。
1946年，出任国立山西大学校长。
1949年6月，辞去国立山西大学校长。
1949年10月，受聘于北方交通大学，任教授。
1983年，被选为全国政协委员。
1988年，退休。
2002年12月28日，逝世于北京。